# Meules de foin, automne
Meules de foin, automne est une peinture à l'huile sur toile réalisée en 1874 par l'artiste français Jean-François Millet. L'œuvre représente un groupe de meules de foin dans un champ français. La toile fait partie d'une série de quatre tableaux, un pour chaque saison, que Millet a peints sur commande pour un industriel français, Frédéric Hartmann. En automne, les vendanges terminées, les glaneurs sont partis et les moutons sont laissés paître. L'œuvre fait partie de la collection du Metropolitan Museum of Art de New York.

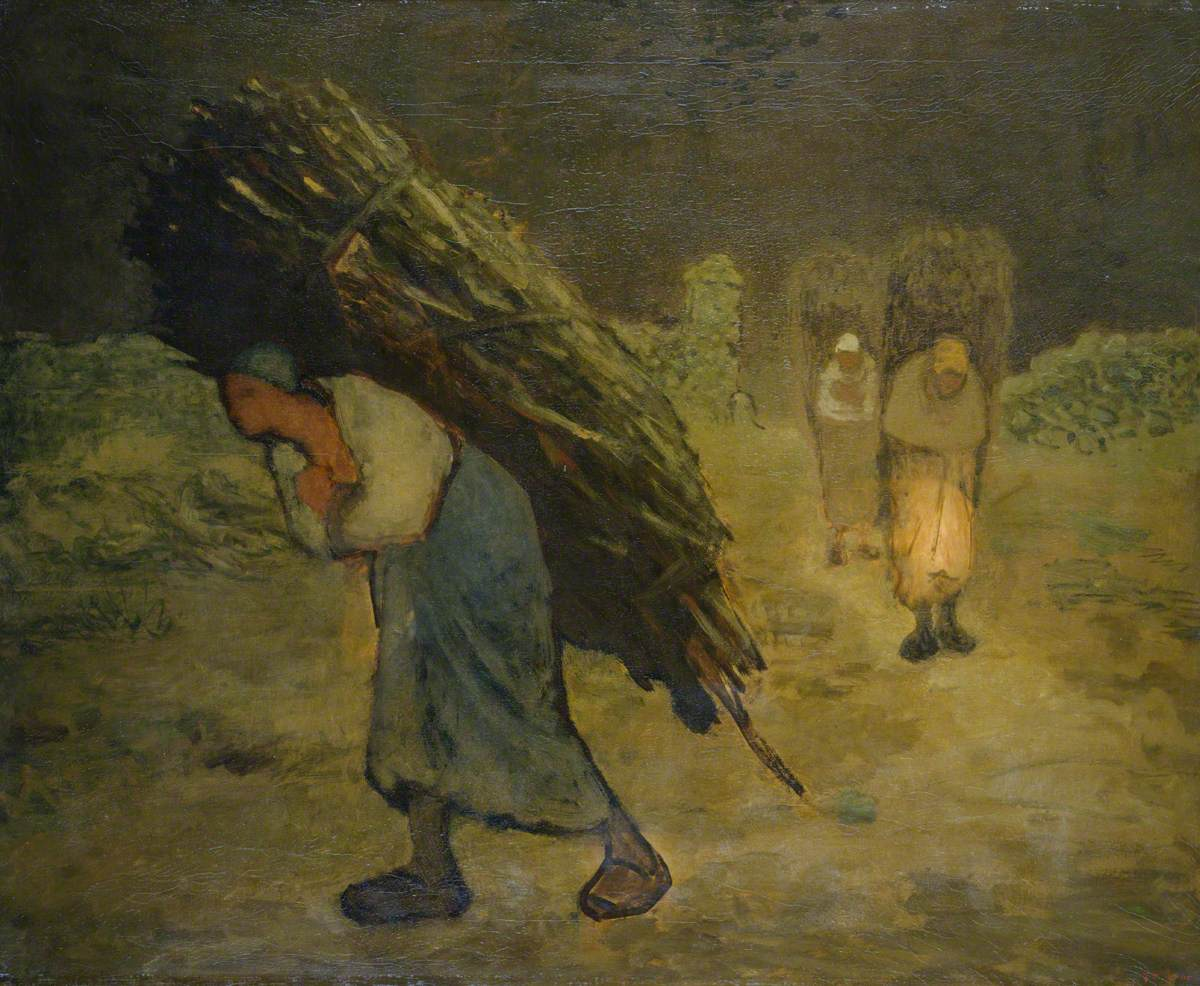
L'Hiver – Musée national du pays de Galles, Cardiff.
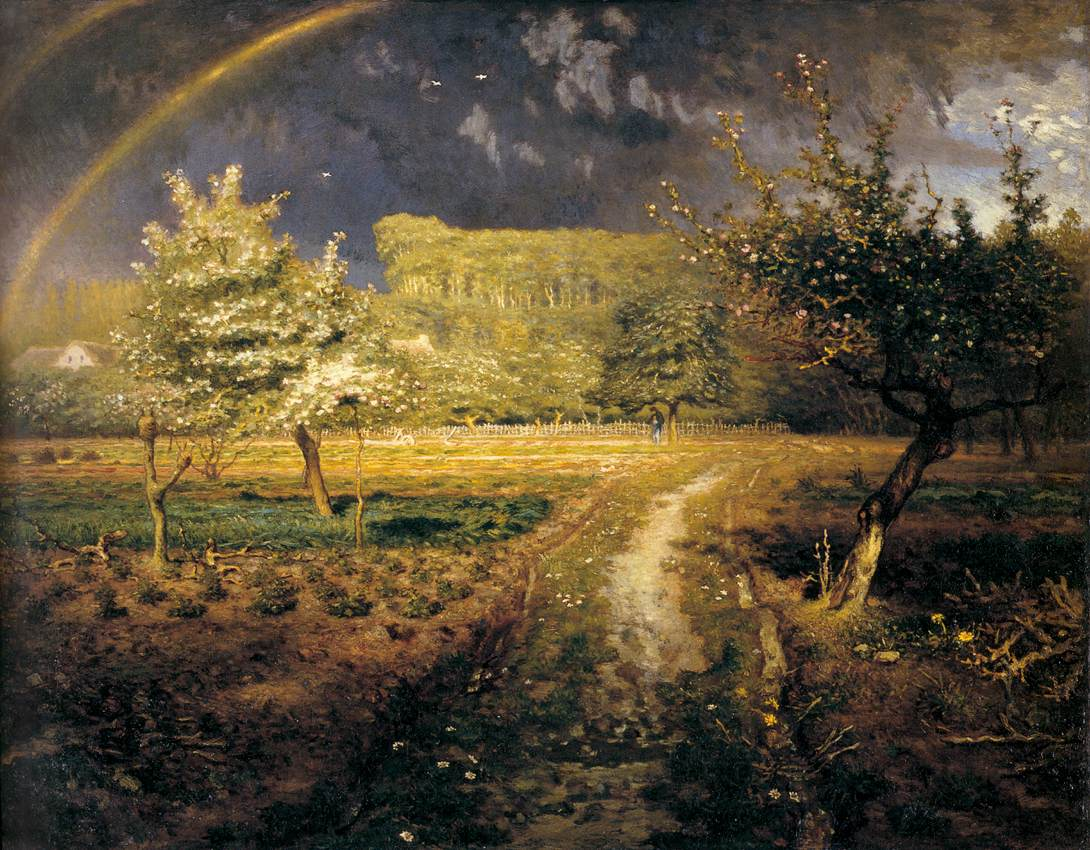
Le Printemps – Musée d'Orsay, Paris.
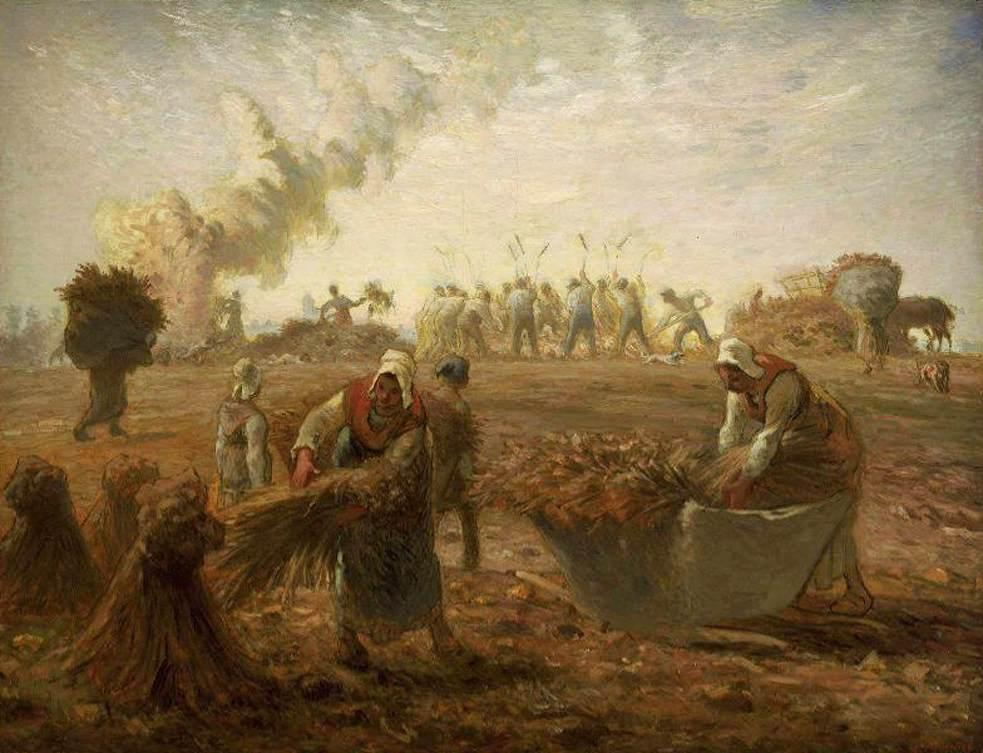
L'Été – Musée des Beaux-Arts, Boston.